# Liste de sigles de huit caractères
Cette liste est sans doute incomplète et peut-être mal ordonnée. Votre aide est la bienvenue !
| Sigles de 2 caractères   |
| Sigles de 3 caractères   |
| Sigles de 4 caractères   |
| Sigles de 5 caractères   |
| Sigles de 6 caractères   |
| Sigles de 7 caractères   |
| ► Sigles de 8 caractères |

Cet article contient une liste de sigles et d'acronymes de huit caractères. Celle-ci est non exhaustive.
- Haut – A
- B
- C
- D
- E
- F
- G
- H
- I
- J
- K
- L
- M
- N
- O
- P
- Q
- R
- S
- T
- U
- V
- W
- X
- Y
- Z

## 0-9
- 802.1Qay : Provider Backbone Bridge Traffic Engineering (PBB-TE), protocole de communication Ethernet en voie de normalisation à l'IEEE sous l'intitulé 802.1Qay

- Haut – A
- B
- C
- D
- E
- F
- G
- H
- I
- J
- K
- L
- M
- N
- O
- P
- Q
- R
- S
- T
- U
- V
- W
- X
- Y
- Z

## A
- ACCOBAMS : Organisation de coopération internationale de défense des cétacés en Méditerranée, Mer Noire et une partie de l'Atlantique (détroit de Gibraltar)
- ANV-COP21 : Action Non Violente Cop21
- ADULLACT : Association des développeurs et utilisateurs de logiciels libres pour les administrations et les collectivités territoriales
- APAGESMS : Association des Parents et Amis Gestionnaires d'Établissements Sociaux et Médico-Sociaux

- Haut – A
- B
- C
- D
- E
- F
- G
- H
- I
- J
- K
- L
- M
- N
- O
- P
- Q
- R
- S
- T
- U
- V
- W
- X
- Y
- Z

## C
- CARPIMKO : Caisse de retraite et de prévoyance de professions libérales, catégories : infirmiers, masseurs-kinésithérapeutes, pédicures-podologues, orthophonistes et orthoptistes. Statut juridique : Caisses de Sécurité sociale.
- CEMAGREF : Centre national du machinisme agricole, du génie rural, des eaux et des forêts (ancienne dénomination de l'Institut national de recherche en sciences et technologies pour l'environnement et l'agriculture)
- CIDUNATI : Confédération intersyndicale de défense et d'union nationale des travailleurs indépendants. Syndicats de branches professionnelles de commerçants, artisans, chefs d’entreprises, professions libérales.
- CIRDOMOC : Centre international de recherche et de documentation sur le monachisme celtique.
- CNFTEULM : Centre National de Formations Techniques et d'Essais ULM
- COCOVINU : Commission de contrôle, de vérification et d'inspection des Nations unies. Organe subsidiaire du Conseil de sécurité des Nations unies chargé de l'inspection des armes en Irak.
- CRISTINA : Centralisation du renseignement intérieur pour la sécurité du territoire et des intérêts nationaux
- CRUFAOCI : Conférence des recteurs des universités francophones d'Afrique et de l'océan Indien

- Haut – A
- B
- C
- D
- E
- F
- G
- H
- I
- J
- K
- L
- M
- N
- O
- P
- Q
- R
- S
- T
- U
- V
- W
- X
- Y
- Z

## D
- Destatis : (de)Deutsch Statistisches Bundesamt (« Office fédéral des statistiques en Allemagne »)
- DIRECCTE : Directions régionales des entreprises, de la concurrence, de la consommation, du travail et de l'emploi.

- Haut – A
- B
- C
- D
- E
- F
- G
- H
- I
- J
- K
- L
- M
- N
- O
- P
- Q
- R
- S
- T
- U
- V
- W
- X
- Y
- Z

## E
- ENSEEIHT : École nationale supérieure d'électrotechnique, d'électronique, d'informatique, d'hydraulique et des télécommunications
- ENSIACET : École Nationale Supérieure des Ingénieurs en Arts Chimiques Et Technologiques
- ENSICAEN : École Nationale Supérieure d'Ingénieurs de Caen
- EUMETSAT : (en)European Organisation for the Exploitation of Meteorological Satellites (« Organisation européenne pour l'exploitation des satellites météorologiques »)
- EUTELSAT : (en)European Telecommunications Satellite Organization (« Organisation européenne de télécommunications par satellite »)

- Haut – A
- B
- C
- D
- E
- F
- G
- H
- I
- J
- K
- L
- M
- N
- O
- P
- Q
- R
- S
- T
- U
- V
- W
- X
- Y
- Z

## F
- FONGECIF : Fonds de Gestion des Congés Individuels de Formation
- FORPRONU : Force de Protection des Nations unies - (UNPROFOR en anglais → United nations protection force)
- FRETILIN (ou Fretilin) :  Frente Revolucionária de Timor-Leste Independente (« Front révolutionnaire pour l'indépendance du Timor oriental »)
- FORFUSCO : Force maritime des fusiliers marins et commandos

- Haut – A
- B
- C
- D
- E
- F
- G
- H
- I
- J
- K
- L
- M
- N
- O
- P
- Q
- R
- S
- T
- U
- V
- W
- X
- Y
- Z

## G
- GERTRUDE : Gestion électronique de la régulation du trafic routier urbain défiant les embouteillages, puis Gestion électronique de régulation en temps réel pour l'urbanisme, les déplacements et l'environnement

- Haut – A
- B
- C
- D
- E
- F
- G
- H
- I
- J
- K
- L
- M
- N
- O
- P
- Q
- R
- S
- T
- U
- V
- W
- X
- Y
- Z

## H
- HENALLUX: Haute-école Namur Liège Luxembourg

- Haut – A
- B
- C
- D
- E
- F
- G
- H
- I
- J
- K
- L
- M
- N
- O
- P
- Q
- R
- S
- T
- U
- V
- W
- X
- Y
- Z

## I
- ICOGRADA : (en)International Council of Graphic Design Associations (« Conseil international des associations de design graphique »)
- IMINIDCO : Ministère de l'Immigration, de l'Intégration, de l'Identité nationale et du Développement solidaire. (Ministère de l'Immigration, de l'Intégration, de l'Identité nationale et du Codéveloppement.) (Du 18 mai 2007 au 13 novembre 2010.)
- INTELSAT : (en)International Telecommunications Satellite Consortium
- INTERCAL : (en)Compiler Language With No Pronounceable Acronym, un langage de programmation ésotérique.
- INTERPOL: (en)International Police (« Organisation internationale de police criminelle (OIPC) »), organisation dont le but est de promouvoir la coopération policière internationale.
- IRCANTEC : Institution de retraite complémentaire des agents non titulaires de l’État et des collectivités publiques (France)
- ISICLAMP : Institut Supérieur Industriel Catholique du Luxembourg des Arts et Métiers de Pierrard (école d'ingénieurs située à Virton dans le Luxembourg belge)

- Haut – A
- B
- C
- D
- E
- F
- G
- H
- I
- J
- K
- L
- M
- N
- O
- P
- Q
- R
- S
- T
- U
- V
- W
- X
- Y
- Z

## L
- LEGABIBO : Lesbiennes, gays et bisexuels du Botswana

- Haut – A
- B
- C
- D
- E
- F
- G
- H
- I
- J
- K
- L
- M
- N
- O
- P
- Q
- R
- S
- T
- U
- V
- W
- X
- Y
- Z

## M
- Mercosul : (pt) Mercado Comum do Sul (« Marché commun du Sud »), la communauté économique des pays de l'Amérique du Sud.
- Mercosur : (es) Mercado Común del Sur (« Marché commun du Sud »), la communauté économique des pays de l'Amérique du Sud.
- MINUSTAH : Mission des Nations unies pour la stabilisation en Haïti. Mission de maintien de la paix de l’ONU: en Haïti.
- MIPRENUC : Mission préparatoire des Nations unies au Cambodge (en Anglais, UNAMIC - United Nations Advance Mission in Cambodia). (Du 24 octobre 1991 à fin en mai 1992)
- MSCNSSAA : Mastère spécialisé - communication - navigation - surveillance and satellite applications for aviation. (Voir ÉNAC)

- Haut – A
- B
- C
- D
- E
- F
- G
- H
- I
- J
- K
- L
- M
- N
- O
- P
- Q
- R
- S
- T
- U
- V
- W
- X
- Y
- Z

## O
- Ortolang : (en)Open Resources and TOols for LANGuage (« Ressources ouvertes et outils pour la langue »), transcrit en « Outils et Ressources pour un Traitement Optimisé de la LANGue ».

- Haut – A
- B
- C
- D
- E
- F
- G
- H
- I
- J
- K
- L
- M
- N
- O
- P
- Q
- R
- S
- T
- U
- V
- W
- X
- Y
- Z

## R
- RIPE-NCC : Réseaux IP Européens - Network Coordination Centre. registre régional d'adresses IP. (Europe et Moyen-Orient.)

- Haut – A
- B
- C
- D
- E
- F
- G
- H
- I
- J
- K
- L
- M
- N
- O
- P
- Q
- R
- S
- T
- U
- V
- W
- X
- Y
- Z

## S
- SDITEPSA  :
  - Service Départemental de l’Inspection du travail, de l’emploi et de la politique sociale agricole (en France)
- SEMMARIS : Société d'économie mixte d'aménagement et de gestion du marché d’intérêt national de Rungis
- SERENDIP : (en) Search for Extraterrestrial Radio Emissions from Nearby Developed Intelligent Populations (« Recherche d'émissions radio extraterrestres dans les populations intelligentes et développées à proximité ») ; projet SETI de l'université de Californie à Berkeley1.
- SIPPEREC : Syndicat intercommunal de la périphérie de Paris pour l'électricité et les réseaux de communication. Établissement public de coopération intercommunale français sans fiscalité propre. (Hauts-de-Seine, Seine-Saint-Denis, Val-de-Marne, Val-d'Oise, Yvelines, Paris (pour les Bois de Vincennes et de Boulogne))
- SMEANDDL : Syndicat Mixte d'Études de Notre-Dame des Landes (Syndicat Mixte d'Études Aéroportuaires de Notre-Dame des Landes) a modifié ses statuts en juillet 2011 pour devenir le Syndicat Mixte Aéroportuaire
- SNUCLIAS : Syndicat national unitaire des collectivités locales, du ministère de l’Intérieur et du Ministère des affaires sociales. Syndicat français membre de la Fédération syndicale unitaire (FSU).
- SPEDIDAM : Société de perception et de distribution des droits des artistes-interprètes. Société civile française de gestion des droits des artistes-interprètes (droits voisins du droit d'auteur). Voir FCM.
- SRITEPSA : Service Régional de l’Inspection du travail, de l'Emploi et de la Politique Sociale Agricole (en France).

- Haut – A
- B
- C
- D
- E
- F
- G
- H
- I
- J
- K
- L
- M
- N
- O
- P
- Q
- R
- S
- T
- U
- V
- W
- X
- Y
- Z

## T
- TSAcivil :  Techniciens supérieurs de l'aviation « civil ». Formation par l'École nationale de l'aviation civile (ENAC).

- Haut – A
- B
- C
- D
- E
- F
- G
- H
- I
- J
- K
- L
- M
- N
- O
- P
- Q
- R
- S
- T
- U
- V
- W
- X
- Y
- Z

## U
- UNECATEF : Union nationale des entraîneurs et cadres techniques du football français
- UNPROFOR : United Nations Protection Force (« Force de protection des Nations unies ») (FORPRONU)

- Haut – A
- B
- C
- D
- E
- F
- G
- H
- I
- J
- K
- L
- M
- N
- O
- P
- Q
- R
- S
- T
- U
- V
- W
- X
- Y
- Z